# Cyphostemma fragariifolium
Cyphostemma fragariifolium là một loài thực vật hai lá mầm trong họ Nho. Loài này được (Bojer) Desc. miêu tả khoa học đầu tiên năm 1967.